# Zdzisław Stroiński
Leon Zdzisław Stroiński, ps. „Marek Chmura” (ur. 29 listopada 1921 w Warszawie, zm. 16 sierpnia 1944 tamże) – polski poeta pokolenia Kolumbów, żołnierz Armii Krajowej.

## Życiorys

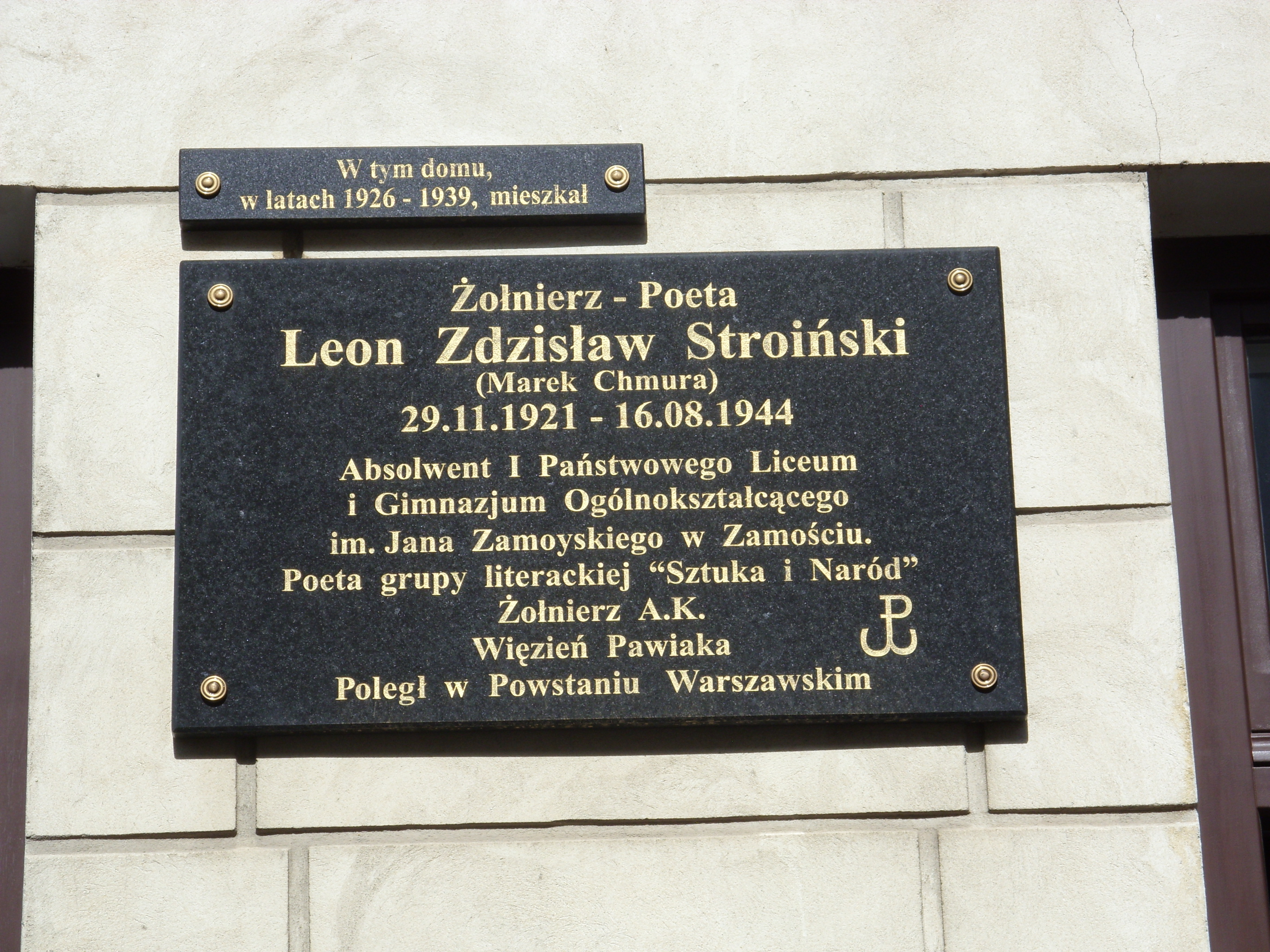
Tablica poświęcona Leonowi Zdzisławowi Stroińskiemu w Zamościu, na domu, w którym mieszkał z rodziną; ul. Kościuszki 8

Urodził się w Warszawie w rodzinie inteligenckiej; ojciec jego, Józef Stroiński, był radcą prawnym Ordynacji Zamoyskich. Dzieciństwo i wczesną młodość spędził w Zamościu, gdzie uczęszczał do gimnazjum i liceum. Maturę zdał w Liceum im. Jana Zamoyskiego w Zamościu. Został przyjęty w poczet studentów prawa Katolickiego Uniwersytetu Lubelskiego. Z powodu wybuchu II wojny światowej nie podjął studiów w Lublinie. W 1940 przedostał się do Warszawy.
W 1941 rozpoczął studia prawa i filologii polskiej na tajnym Uniwersytecie Warszawskim. Od 1942 należał do grupy polonistów skupionych wokół konspiracyjnego miesięcznika „Sztuka i Naród”. Był żołnierzem AK, ukończył tajną podchorążówkę. Aresztowany 25 maja 1943 podczas składania wieńca (wraz z Wacławem Bojarskim i Tadeuszem Gajcym) pod pomnikiem Mikołaja Kopernika w Warszawie (w 400. rocznicę śmierci uczonego). Został osadzony na Pawiaku. Niezidentyfikowany, został zwolniony 19 lipca 1943.
Zginął 16 sierpnia w powstaniu warszawskim wraz z Tadeuszem Gajcym na Starym Mieście, po wysadzeniu przez Niemców kamienicy przy ul. Przejazd. Pochowany na cmentarzu Powązki Wojskowe w Warszawie (kwatera B8-6-41).
W marcu 1945 Lesław Bartelski napisał zadedykowany Gajcemu i Stroińskiemu wiersz "Pamięci poległych". W 2021 został pośmiertnie odznaczony Krzyżem Komandorskim Orderu Odrodzenia Polski.

## Poezja
Twórczość rozwijał od 1942. Nawiązywał do poetyki Awangardy Krakowskiej, sięgał po realia wojny i okupacji, także doświadczeń z Pawiaka (cykl liryków prozą Okno 1943). Tworzył wizyjno-metaforyczne obrazy, pełne akcentów prometeistycznych i mesjanistycznych. Napisał też więzienne opowiadanie „Pokolenie” o wymowie patriotycznej i humanistycznej.

## Dokumentarium
- Ślady – Leon Zdzisław Stroiński, film dokumentalny, reż. Hanna Zofia Etemadi, 2010